# Stichopogon indicus
Stichopogon indicus är en tvåvingeart som beskrevs av Joseph och Parui 1984. Stichopogon indicus ingår i släktet Stichopogon och familjen rovflugor. Inga underarter finns listade i Catalogue of Life.